# Lettre à un jeune poète
Cet article concerne une lettre de Virginia Woolf. Pour l'œuvre littéraire de Rainer Maria Rilke, voir Lettres à un jeune poète.
 (mars 2011).
- Si vous ne connaissez pas le sujet, laissez ce bandeau (vous pouvez alors contacter les auteurs).
- Si vous supprimez le contenu mis en cause (vous pouvez préalablement contacter les auteurs),

argumentez précisément cette suppression dans la page de discussion
(un manque de référence n'est pas un argument ; une recherche réelle de référence doit avoir été effectuée, être formellement documentée).
À John Lehmann. Lettre à un jeune poète,  (A Letter to a Young Poet) est une lettre de Virginia Woolf publiée le 7 juillet 1932. La romancière britannique y expose en une vingtaine de pages, sur un ton désinvolte mais non dénué de profondeur, un certain nombre de conseils littéraires à John Lehmann, le destinataire. 

## Une conception de la poésie
À un moment charnière de l'histoire de la poésie, Woolf expose ses vues sur la poésie anglaise contemporaine et les rapports qu'elle entretient avec son glorieux passé — mais aussi avec le monde moderne qu'elle semble, contrairement au roman, avoir bien du mal à intégrer. 
Woolf refuse de se rallier au défaitisme ambiant et prédit que les poètes de son siècle sauront porter haut le flambeau de leur art. Elle ne minimise pas pour autant les difficultés qu'ils devront surmonter. Exemples à l'appui, elle montre combien le concret du XXe siècle semble s'incorporer à grand peine dans la langue poétique. 
Pour autant, elle insiste sur le fait que le repli sur soi — le monde intérieur du poète — est une échappatoire stérile qui ne permettrait pas d'aboutir au nécessaire renouvellement de la poésie. 
Virginia Woolf fait preuve d'empathie à l'égard du destinataire qui lui fait part de ses affres. Avec une feinte humilité et sur un ton léger qui refuse le péremptoire (Woolf la romancière s'aventure sur un terrain qui n'est pas le sien), elle sait mettre en évidence avec originalité et simplicité une problématique essentielle — le rapport à la modernité — à laquelle bien des auteurs se sont trouvés confrontés en leur temps.